# أندرو وارد
أندرو وارد (23 يونيو 1981 - ) (بالإنجليزية: Andrew Ward)‏ هو لاعب كريكت بريطاني.